# Надольская, Нина Александровна
Нина Александровна Надольская (также Янова, Янова-Надольская; 1892, Санкт-Петербург — 1972, Новосибирск) — советская художница, график.

## Биография
Родилась в 1892 году в Санкт-Петербурге.
Обучалась в школе при Императорском обществе поощрения художеств (преподаватель— И. Ф. Ционглинский), с 1912 по 1916 — в Московском училище живописи, ваяния и зодчества.
С 1918 года проживала в Барнауле, в 1924 году переехала в Новосибирск.
До 1928 года — нештатный художник Сибкрайиздата; в 1928—1929 годах — руководитель цеха раскраски мастерской игрушек в Сибирской детской комиссии; с 1929 года — учитель рисования в общеобразовательных школах Новосибирска.
Член Союза советских художников, соорганизатор общества художников «Новая Сибирь».
Умерла в 1972 году в Новосибирске.
Работы художницы хранятся в Новосибирском государственном художественном музее.

## Выставки
- Первая Всесибирская выставка живописи, графики, скульптуры и архитектуры (Новосибирск, Томск, Красноярск; 1927);
- Вторая западносибирская краевая художественная выставка (Новосибирск; 1934)[1].